# Экстремизм
Экстреми́зм (от лат. extremus — «крайний, чрезмерный») — приверженность крайним и радикальным взглядам, методам действий (обычно в политике). Разными авторами, организациями, государственными и межгосударственными институтами в разные времена давались различные определения данного понятия.
Экстремизму подвержены как отдельные люди, так и организации, преимущественно политические и религиозные. Среди политических экстремистских действий можно отметить провокацию массовых беспорядков, террористические акты, ведение партизанской войны. Наиболее радикально настроенные экстремисты часто отрицают в принципе какие-либо компромиссы, переговоры, соглашения. Росту экстремизма обычно способствуют социально-экономические кризисы, резкое падение жизненного уровня основной массы населения, тоталитарные политические режимы с подавлением властями оппозиции, преследованием инакомыслия, внешней интервенцией. В таких ситуациях крайние меры могут стать для некоторых лиц и организаций единственной возможностью действенно повлиять на ситуацию, особенно если складывается революционная ситуация или государство охвачено длительной гражданской войной — в этих случаях можно говорить о «вынужденном экстремизме».

## Проблема определения понятия
В разных государствах, странах и в разные времена было дано много разных юридических и научных определений понятию «экстремизм». Единого определения (термина) на сегодняшний день не существует. Доктор Питер Т. Коулман (англ. Peter T. Coleman) и доктор Андреа Бартоли (англ. Andrea Bartoli) в своей работе «Addressing Extremism» предлагали рассматривать экстремизм как деятельность, убеждения, отношения, чувства, действия и стратегии, далёкие от общепринятых. Однако определение «общепринятого» — всегда субъективный и политический вопрос, поэтому в любой дискуссии на тему экстремизма затрагивается следующее: одни экстремистские действия могут рассматриваться разными людьми положительно («борьба за свободу»), а другие — отрицательно («терроризм»), это зависит от ценностей, политических убеждений оценивающего, а также от его отношений с деятелем. Кроме того, оценка одного и того же действия у конкретного человека может меняться в зависимости от условий — руководства, мнения мирового сообщества, кризисов, «сведения исторических счётов» и так далее; различие сил также имеет значение при определении экстремизма, поскольку во время конфликта действия членов более слабой группы часто выглядят более экстремальными, чем такие же действия членов более сильной группы, защищающей свой статус-кво; также более слабые группы скорее предпочтут прямые и эпизодические формы насилия (например, подрывы террористов-смертников), тогда как доминантные группы склонны к более структурированным формам насилия (вроде тайного использования пыток или неформального разрешения зверств полиции). Несмотря на то, что экстремистские группы часто рассматриваются как единые, важно понимать, что и внутри этих групп могут быть конфликты и разные мнения по разным вопросам (так, отдельные члены ХАМАС могут сильно отличаться по своей готовности вступить в переговоры с Израилем). В конечном счёте, основная проблема, которую экстремизм представляет в ситуациях затяжного конфликта, заключается не столько в серьёзности действий (хотя насилие является очевидной проблемой), но в большей степени в закрытом, фиксированном и нетерпимом характере экстремистских настроений и их последующей невосприимчивости к изменениям.
Другой подход демонстрирует со-координатор Международного движения по защите прав народов В. Д. Трофимов. Согласно его определению, экстремизм не связан только с политикой и распространяется на все виды человеческой деятельности:

Экстремизм — это идеология допустимости использования крайних мер, экстремумов социального поведения, для получения желаемого эффекта.
В рамках данной трактовки слова «экстремизм» в последние годы вошло в практику понятие «потребительский экстремизм» — стремление недобросовестных клиентов получить определённую выгоду и доход, манипулируя законодательством в корыстных целях.

## Международно-правовое определение
Резолюция Парламентской ассамблеи Совета Европы, принятая в 2003 году, содержит следующее определение: «экстремизм представляет собой форму политической деятельности, явно или исподволь отрицающую принципы парламентской демократии и основанную на идеологии и практике нетерпимости, отчуждения, ксенофобии, антисемитизма и ультранационализма».
«Шанхайская конвенция о борьбе с терроризмом, сепаратизмом и экстремизмом», от 15 июня 2001 года, даёт следующее определение понятия «экстремизм» (п. 3 ч. 1 ст. 1):

…"экстремизм" — какое-либо деяние, направленное на насильственный захват власти или насильственное удержание власти, а также на насильственное изменение конституционного строя государства, а равно насильственное посягательство на общественную безопасность, в том числе организация в вышеуказанных целях незаконных вооружённых формирований или участие в них, и преследуемые в уголовном порядке в соответствии с национальным законодательством Сторон.
Данную Шанхайскую конвенцию подписали: Россия, Казахстан, Киргизия, Таджикистан, Узбекистан и Китайская Народная Республика. В январе 2003 года она была ратифицирована и с 29 марта того же года вступила в силу в России.

## Национальные юридические определения

### Юридическое определение в России
В России юридическое определение того, какие действия считаются экстремистскими, содержится в статье 1 Федерального Закона № 114-ФЗ «О противодействии экстремистской деятельности».
В соответствии с поправками от 23 ноября 2015 года, к экстремистской деятельности (экстремизму) относятся:
- насильственное изменение основ конституционного строя и нарушение территориальной целостности Российской Федерации, в том числе отчуждение части её территории;
- публичное оправдание терроризма и иная террористическая деятельность;
- возбуждение социальной, расовой, национальной или религиозной розни;
- пропаганда исключительности, превосходства либо неполноценности человека по признаку его социальной, расовой, национальной, религиозной или языковой принадлежности или отношения к религии;
- нарушение прав, свобод и законных интересов человека и гражданина в зависимости от его социальной, расовой, национальной, религиозной или языковой принадлежности или отношения к религии;
- воспрепятствование осуществлению гражданами их избирательных прав и права на участие в референдуме или нарушение тайны голосования, соединенные с насилием либо угрозой его применения;
- воспрепятствование законной деятельности государственных органов, органов местного самоуправления, избирательных комиссий, общественных и религиозных объединений или иных организаций, соединенное с насилием либо угрозой его применения;
- совершение преступлений по мотивам, указанным в пункте «е» части первой статьи Уголовного кодекса Российской Федерации;
- пропаганда и публичное демонстрирование нацистской атрибутики или символики, либо атрибутики или символики, сходных с нацистской атрибутикой или символикой до степени смешения, либо публичное демонстрирование атрибутики или символики экстремистских организаций;
- публичные призывы к осуществлению указанных деяний либо массовое распространение заведомо экстремистских материалов, а равно их изготовление или хранение в целях массового распространения;
- публичное заведомо ложное обвинение лица, занимающего государственную должность Российской Федерации или государственную должность субъекта Российской Федерации, в совершении им в период исполнения своих должностных обязанностей деяний, указанных в настоящей статье и являющихся преступлением;
- организация и подготовка указанных деяний, а также подстрекательство к их осуществлению;
- финансирование указанных деяний либо иное содействие в их организации, подготовке и осуществлении, в том числе путём предоставления учебной, полиграфической и материально-технической базы, телефонной и иных видов связи или оказания информационных услуг[12].

В соответствии с поправкой, принятой в ноябре 2015 года, «Библия, Коран, Танах и Ганджур, их содержание и цитаты из них не могут быть признаны экстремистскими материалами».

#### Стратегия противодействия экстремизму в РФ
28 декабря 2024 года президент РФ Владимир Путин утвердил новую стратегию противодействия экстремизму в России. В ней впервые введено понятие русофобии — «неприязненное, предвзятое, враждебное отношение к гражданам России, к русскому языку и культуре», а также дискриминационные действия недружественных государств. Также в документе приводятся понятия: идеология насилия, ксенофобия,  радикализм, экстремистская идеология, проявление экстремизма, субъекты противодействия экстремизму, противодействие экстремизму, финансирование экстремистской деятельности. 
Реализация стратегии подразумевается в три этапа: разработка плана мероприятий по принятию законов против экстремизма; реализация данных мероприятий, деятельность по прогнозированию возможных экстремистских угроз, вовлечение в процесс институтов гражданского общества; итоговые выводы.
Согласно документу, экстремизм — инструмент гибридных войн и вмешательства во внутренние дела других стран. Одним из его источников в стратегии называется Украина, где поддерживаются «радикальные неонацистские формирования», от которых исходят угрозы в сторону РФ. Их ликвидация, согласно документу, является ключевой задачей.    
Критика
Европейская комиссия по борьбе с расизмом и нетерпимостью (ЕКРН) отмечает расплывчатость формулировки понятия «экстремизм» в российском законодательстве. Комиссия неоднократно рекомендовала:
[…] пересмотреть определение экстремизма в федеральном законе о противодействии экстремистской деятельности для обеспечения того, чтобы оно распространялось лишь на серьёзные случаи, связанные с ненавистью и насилием […] чётко изложить те критерии, которые должны соблюдаться для того, чтобы объявить какой-либо материал экстремистским.
В целях обеспечения дальнейшей реализации государственной политики в сфере противодействия экстремизму в Российской Федерации Указом Президента РФ от 29 мая 2020 г. № 344 была утверждена Стратегия противодействия экстремизму в Российской Федерации до 2025 года.

### Юридическое определение в Белоруссии
В Белоруссии до апреля 2016 года понятие «экстремизм» отсутствовало в уголовном праве, хотя с 2007 года действует отдельный закон «О противодействии экстремизму» и разжигание национальной или религиозной розни преследовалось по статье 130 Уголовного кодекса. Белорусский закон «О противодействии экстремизму» максимально подробно определяет экстремизм (экстремистскую деятельность) как:
- «деятельность политических партий, других общественных объединений, религиозных и иных организаций (далее — организации) либо граждан Республики Беларусь, иностранных граждан или лиц без гражданства (далее, если не указано иное, — граждане) по планированию, организации, подготовке и совершению действий, направленных на насильственное изменение конституционного строя и (или) территориальной целостности Республики Беларусь, захват или удержание государственной власти неконституционным путём, создание незаконных вооружённых формирований, осуществление террористической деятельности, разжигание расовой, национальной или религиозной вражды или розни, а также социальной розни, связанных с насилием или призывами к насилию, унижение национальной чести и достоинства, организацию и осуществление массовых беспорядков, хулиганских действий и актов вандализма по мотивам расовой, национальной, религиозной вражды или розни, политической или идеологической вражды, а равно по мотивам вражды или розни в отношении какой-либо социальной группы, пропаганду исключительности, превосходства либо неполноценности граждан по признаку их отношения к религии, социальной, расовой, национальной, религиозной или языковой принадлежности, пропаганду и публичное демонстрирование, изготовление и распространение нацистской символики или атрибутики;»
- «воспрепятствование законной деятельности государственных органов, в том числе Центральной комиссии Республики Беларусь по выборам и проведению республиканских референдумов, избирательных комиссий, комиссий по референдуму или комиссий по проведению голосования об отзыве депутата, а также законной деятельности должностных лиц указанных органов или комиссий, совершенное с применением насилия, угрозы его применения, обмана, подкупа, а равно применение насилия либо угроза насилием в отношении близких указанных лиц в целях воспрепятствования законной деятельности этих должностных лиц или принуждения к изменению характера такой деятельности либо из мести за выполнение ими служебных обязанностей; публичные призывы к указанным деятельности и действиям, их финансирование либо иное содействие в их осуществлении, в том числе путем предоставления недвижимого имущества, средств электросвязи, учебных, полиграфических, иных материально-технических средств или информационных услуг».

В апреле 2016 года в Белоруссии была введена ответственность за экстремизм (сразу в уголовном и административном порядке). Нововведения были следующие:
- В статью 130 Уголовного кодекса введена ответственность за разжигание социальной вражды и розни, караемая от штрафа до лишения свободы (до 5 лет);
- Введена ответственность «за создание экстремистского формирования, за руководство им или его структурным подразделением» — ограничение свободы до 5 лет или лишение свободы от 3 до 7 лет (при повторном нарушении этой статьи — ограничение свободы на срок от 3 до 5 лет или лишение свободы на срок от 6 до 10 лет).
- Введена ответственность за «финансирование деятельности экстремистского формирования» — ограничение свободы на срок до 5 лет или лишение свободы на срок от 3 до 6 лет.
- Установлено, что от уголовной ответственности за создание экстремистского формирования, руководство им, а также за финансирование его деятельности освобождаются лица, сообщившие своевременно правоохранительным органам о его деятельности
- Введена административная ответственность за распространение информационной продукции с призывами к экстремизму (в том числе за тиражирование материалов, не включённых в экстремистский список).

Новые нормы стали применяться. В декабре 2016 года был задержан и взят под стражу корреспондент российского информационного агентства «Regnum», которому вменили в том числе возбуждение «социальной вражды» (ч. 1 ст. 130 Уголовного кодекса Республики Беларусь).

### Юридическое определение в Германии
В Германии экстремистами могут быть признаны как те, кто применяет насилие для достижения политических целей или считает допустимым его применять, так и те, кто пропагандирует идеологемы, отвергающие существующий конституционный строй и поставившие своей целью его свержение, или пытается создать «государство в государстве». Причём это относится как к Германии, так и к другим странам.

### Юридические определения в США
В отличие от таких юрисдикций как Российская Федерация или ЕС, в США высказывание экстремистских взглядов защищено первой поправкой к конституции, и преступлениями считаются только конкретные действия в случаях, когда они подпадают под соответствующие определения в законодательстве. Термин «экстремизм» не является широко распространённым в юридической практике. Подобные преступления в некоторых государствах (штатах) США часто квалифицируются как преступления на почве ненависти. Это специальная юридическая квалификация особого рода преступлений против личности, совершаемых под влиянием ненависти к лицам иной расы или национальности, вероисповедания, этнического происхождения, политических убеждений, пола и сексуальной ориентации, инвалидам. Такая дополнительная квалификация, отягчающая вину и ужесточающая наказание, существует в некоторых штатах США, в ряде стран Западной и Центральной Европы, но отсутствует в других штатах и государствах.

## Профилактика подросткового и молодёжного экстремизма
В России многие школы и вузы, органы управления образованием разрабатывают специальные планы профилактики экстремизма, создают рабочие группы, проводят разнообразные профилактические мероприятия.
В принятой городским парламентом Калуги в 2006 году целевой программе «Профилактика беспризорности, безнадзорности и правонарушений несовершеннолетних на 2007—2009 годы» в частности содержались меры, призванные развить в подростках неприятие нацистской атрибутики и участия в несанкционированных собраниях.
Вопросам профилактики подросткового и молодёжного экстремизма посвящён ряд публикаций.
Президент России Владимир Путин 16 января 2020 года утвердил поручения по созданию организации по реализации государственной национальной политики к 1 декабря 2020 года. Постановлением правительства Российской Федерации от 31 марта 2020 года N 387-21 внесены изменения в государственную программу Российской Федерации «Реализация государственной национальной политики», основной целью которых является снижение количества конфликтов и конфликтных ситуаций в сфере межнациональных и этноконфессиональных отношений. Выполняя задачу по профилактике и предупреждению распространения ксенофобии, националистической идеологии, религиозной и расовой нетерпимости, фальсификации истории, направленных на разжигание межнациональной вражды и ненависти, на подрыв общественно-политической стабильности и целостности Российской Федерации.
Федеральный закон от 30 декабря 2020 г. N489-ФЗ «О молодежной политике в Российской Федерации» регулирует отношения, возникающие между субъектами, осуществляющими деятельность в сфере молодежной политики, при формировании и реализации молодежной политики в Российской Федерации, определяет цели, принципы, основные направления и формы реализации молодежной политики в Российской Федерации. В ст.6. указано, что к основным направлениям реализации молодежной политики относится обеспечение межнационального (межэтнического) и межконфессионального согласия в молодежной среде, профилактика и предупреждение проявлений экстремизма в деятельности молодежных объединений. А также целью молодежной политики является формирование системы нравственных и смысловых ориентиров, позволяющих противостоять идеологии экстремизма, национализма, проявлениям ксенофобии, коррупции, дискриминации по признакам социальной, религиозной, расовой, национальной принадлежности и другим негативным социальным явлениям.
15 июня 2021 года Комитет Государственной думы по безопасности и противодействию коррупции выдвинул предложение ужесточить правила приобретения оружия — в частности, отказать в праве на получение лицензии отбывшим наказание за терроризм, экстремизм, торговлю оружием, а также осужденным за насилие над детьми.

## Уголовное преследование за «экстремизм» в России
В России статьи Уголовного кодекса, предусматривающие ответственность за экстремизм, применяются очень широко (чаще всего по части 1 статьи 282 УК РФ). В 2013—2015 годах число осуждённых по этим статьям увеличилось более, чем вдвое.

### Численность осуждённых в России за экстремистскую деятельность
Данные по числу осуждённых по экстремистским статьям всеми судами России по годам следующие (суммарное число осуждённых по статьям 282, 282.1 и 282.3 УК РФ):
- 2013 год — 227 осуждённых по основной квалификации, ещё 48 осуждённых эта квалификация была вменена в дополнение к другому преступлению[34]
- 2014 год — 307 осуждённых по основной квалификации, ещё 40 осуждённым эта квалификация вменена в дополнение к другому преступлению[35]
- 2015 год — 414 осуждённых по основной квалификации, ещё 110 осуждённым эта квалификация вменена в дополнение к другому преступлению[35]. При оценке этих данных следует учесть, что в 2015 году в России была полномасштабная амнистия, по которой были прекращены уголовные дела в отношении целого ряда обвинённых в экстремизме. По данным судебного департамента, в 2015 году были по статьям 282—282.3 были прекращены по нереабилитирующему основанию (в том числе по амнистии) уголовные дела в отношении 107 лиц (по основной квалификации) и 16 человек по дополнительной квалификации[35].

Статистические данные по числу осуждённых по экстремистским статьям (280, 280.1, 282, 282.1-282.3 УК РФ) по всем судам России за 2016 год следующие: 545 осуждённых по основной квалификации, ещё 159 лицам обвинение по этим статьям вменено в дополнение к другим преступлениям. Из них 60 человек приговорены к лишению свободы. Общее число оправданных — 7 человек. За 2017 год осуждено 606 лиц по основной квалификации, ещё 190 лицам обвинение вменено в дополнение к другим преступлениям. Из них 88 человек приговорены к лишению свободы, 367 получили условный срок. Оправдано 6 человек. За 2018 год — 553 осуждённых по основной квалификации, ещё 181 лицу обвинение по данным статьям вменено в дополнение к другим преступлениям. 88 лиц приговорены к реальным срокам лишения свободы. 345 — к условным срокам. Оправдано 7 человек.
Осуждённых за преступления на почве ненависти в России скорее всего больше, так как ряд статей Уголовного кодекса России предусматривает отдельную ответственность за совершение преступления по мотивам ненависти — например, по части 2 статьи 116 УК РФ квалифицируются побои как из хулиганских побуждений, так и нанесённые по мотивам ненависти. Однако Судебный департамент при Верховном суде Российской Федерации не выделяет в своих статистических отчётах по каким преступлениям мотив ненависти был вменён.
20 апреля 2021 года на сайте Судебного департамента Верховного суда России были опубликованы статистические данные о деятельности российских судов и состоянии судимости за 2020 год.
По данным департамента, в 2020 году по интересующим нас уголовным статьям были осуждены 504 человека против 432 осужденных за 2019 год, то есть примерно на 16 % больше, чем годом ранее. Это результат роста количества преследований во втором полугодии 2020 года.
Из осужденных в 2020 году 318 человек (в 2019 году — 244) были осуждены по статьям, карающим за разного сорта публичные высказывания (ст. 282, 280, 280.1, 205.2, 354.1, ч. 1 148 УК), а 186 (в 2019 году — 188) — за создание экстремистских или террористических сообществ и продолжение деятельности организаций, которые были запрещены как экстремистские или террористические (ст. 282.1, 282.2, 205.4, 205.5). Таким образом, прирост в 2020 году произошел за счет осужденных за высказывания.

### Социально-демографические характеристики осуждённых за экстремизм
Социально-демографический состав осуждённых за экстремистские преступления можно определить достаточно точно. Судебный департамент при Верховном суде России не даёт за 2013 год отдельной характеристики по каждой «экстремистской» статье, а даёт общую характеристику по осуждённым по статьям 275—284 УК России. Из 309 осуждённых в 2013 году по статьям 275—285 УК России (осуждённые по основной статье), подавляющее большинство (227 осуждённых по основной статье) были приговорены за экстремистские преступления. Поэтому вряд ли социально-демографический состав осуждённых по статьям 275—284 УК России сильно отличается от социально-демографического состава осуждённых по статьям 282—282.2 УК России. Основные социально-демографические характеристики осуждённых по 274—285 статьям УК России и обстоятельства совершения преступления следующие (на 2013 год):
- Очень высокий уровень образования. Из 309 осуждённых по этим статьям, 96 человек (31 %) имели высшее или неполное высшее образование. Для сравнения — среди осуждённых в 2013 году по всем статьям УК РФ высшее образование имели только 8 %.
- Преобладание мужчин. Из 309 осуждённых по этим статьям было только 16 женщин (5 %). При этом среди осуждённых по всем статьям УК РФ женщин было почти втрое больше — 15 %.
- Низкая доля иностранцев. Из 309 осуждённых только четверо не имели российского гражданства.
- Более половины осуждённых (181 из 309) совершили преступление в столицах субъектов России
- Почти все осуждённые (308 из 309) совершили преступление в трезвом виде.
- Большинство осуждённых (249 человек — 80 %) не имело судимости (в том числе погашенной) на момент совершения преступления. В целом же среди осуждённых по всем статьям УК России ранее судимые (в том числе с погашенной судимостью) составляли в 2013 году 45 %.

### Размеры и виды наказаний за «экстремизм»
О реальных размерах и видах, назначаемых судами наказаний по статье 282 УК РФ, можно судить по статистике Судебного департамента при Верховном суде России за 2014 год. Основными видами реально назначаемого наказания являются исправительные и общественные работы. Из 267 осуждённых по этой статье лишение свободы (реальное) было назначено только 13 лицам, 27 осуждённых получили условные сроки, 49 — штрафы, 97 — обязательные работы, 60 — исправительные работы.
За экстремистскую деятельность действующим законодательством России предусмотрена как уголовная, так и административная ответственность.
В соответствии примечанием 2 ч. 3 ст. 282.1 УК РФ под преступлениями экстремистской направленности, понимаются преступления, совершенные по мотивам политической, идеологической, расовой, национальной или религиозной ненависти или вражды либо по мотивам ненависти или вражды в отношении какой-либо социальной группы.
Вышеуказанные мотивы являются квалифицирующим признаком по следующим статьям: ст. 105 УК РФ — «Убийство»; ст. 111 УК РФ — «Умышленное причинение тяжкого вреда здоровью»; ст. 112 УК РФ — «Умышленное причинение средней тяжести вреда здоровью»; ст. 115 УК РФ — «Умышленное причинение легкого вреда здоровью»; ст. 116 УК РФ — «Побои»; ст. 117 УК РФ — «Истязание»; ст. 119 УК РФ — «Угроза убийством или причинением тяжкого вреда здоровью»; ст. 150 УК РФ — «Вовлечение несовершеннолетнего в совершение преступления»; ст. 213 УК РФ — «Хулиганство»; ст. 214 УК РФ — «Вандализм»; ст. 244 УК РФ — «Надругательство над телами умерших и местами их захоронения».

### Другие ограничения
Кроме того, лицо, которое обвиняется в экстремистском преступлении (или осуждено за его совершение), включается в специальный список Росфинмониторинга. Это означает, что у данного лица блокируются все банковские счета (в том числе электронные). Такое лицо также не имеет права оформить доверенность у нотариуса или вступить в наследство. Блокировка счетов осуждённого за экстремистское преступление в России формально не считается уголовным наказанием. С заблокированных счетов осуждённый вправе снимать не более 10 тыс. рублей в месяц на себя и неработающего члена семьи. При этом каждый раз для снятия денег необходимо писать заявление, которое потом банк согласует с Росфинмониторингом (процедура занимает, по словам одного из осуждённых, два дня). С заблокированного счёта также разрешается оплачивать кредиты (если они взяты до включения в список) и налоги. Формально возможности выйти из списка Росфинмониторинга нельзя. Однако известен случай, когда осуждённый за экстремистское преступление добился своего исключения из списка после того, как был амнистирован.
Постановлением Правительства Российской Федерации от 15 октября 2020 года № 1692 расширен допуск к сведениям о подозреваемых в экстремизме. К перечням организаций и физлиц, в отношении которых имеются сведения об их причастности к экстремизму, терроризму или распространению оружия массового уничтожения, получат доступ адвокаты, нотариусы, аудиторы, профессиональные участники рынка ценных бумаг и ряд других граждан. Документ вступает в силу 28 октября 2020 года.
30 декабря 2020 года Президент России Владимир Путин подписал 530-ФЗ о внесении изменений в Федеральный закон «Об информации, информационных технологиях и о защите информации», согласно которому социальные сети обязаны самостоятельно выявлять и блокировать запрещенный контент, в том числе экстремистские материалы, то есть призывы к массовым беспорядкам, экстремизму, терроризму и участию в несогласованных публичных мероприятиях.
4 июня 2021 года Президент России Владимир Путин подписал закон, о внесении изменений в статью 4 Федерального закона «Об основных гарантиях избирательных прав и права на участие в референдуме граждан Российской Федерации» и статью 4 Федерального закона «О выборах депутатов Государственной Думы Федерального Собрания Российской Федерации», запрещающий причастным к деятельности экстремистских организаций участвовать в любых выборах.
28 октября 2021 года в Государственную Думу был подан законопроект № 9760-8 «О внесении изменений в Воздушный кодекс Российской Федерации». Среди прочего он предусматривает установление запрета на прием на должности авиационного персонала людей, включенных в перечень организаций и физических лиц, в отношении которых имеются сведения об их причастности к экстремистской деятельности или терроризм («перечень Росфинмониторинга»).

## Частичная либерализация законодательства в 2018 году
После ряда громких уголовных дел по статье 282 УК РФ в 2018 году из-за публикаций в социальных сетях (комментариев, юмористических картинок, анекдотов и т. д.), необоснованных, по мнению общества, законодательство об уголовной ответственности за преступления экстремистской направленности и практика его применения были смягчены.
7 июня во время «Прямой линии с Владимиром Путиным» писатель, депутат Госдумы Сергей Шаргунов обратил внимание Президента России на то, что в последнее время к нему поступает много тревожных сигналов о возбуждении уголовных дел за лайки и репосты, где нет призывов к насилию, а есть только нелепые и резкие суждения. Глава государства ответил, что надо определиться с самим понятием «экстремизма». Он указал, что «не нужно доводить все до маразма и абсурда», и попросил «Общественный народный фронт» проанализировать ситуацию.
20 сентября 2018 года Пленум Верховного суда Российской Федерации принял постановление N 32 «О внесении изменений в постановление Пленума Верховного Суда Российской Федерации от 28 июня 2011 года N 11 „О судебной практике по уголовным делам о преступлениях экстремистской направленности“». В данном постановлении было разъяснено, что размещение в сети «Интернет» материала может быть квалифицировано по ст. 282 УК РФ только в случаях, когда установлено, что лицо, разместившее такой материал, осознавало направленность деяния на нарушение основ конституционного строя, а также имело цель возбудить ненависть или вражду либо унизить достоинство человека или группы лиц по признакам пола, расы, национальности, языка, происхождения, отношения к религии либо принадлежности к какой-либо социальной группе. Верховный суд РФ также указал, что при решении вопроса о наличии или отсутствии у лица прямого умысла и цели возбуждения ненависти либо вражды, а равно унижения человеческого достоинства при размещении материалов следует исходить из совокупности всех обстоятельств содеянного и учитывать, в частности, форму и содержание размещённой информации, её контекст, наличие и содержание комментариев данного лица или иного выражения отношения к ней, факт личного создания либо заимствования лицом соответствующих аудио-, видеофайлов, текста или изображения, содержание всей страницы данного лица, сведения о деятельности такого лица до и после размещения информации, в том числе о совершении действий, направленных на увеличение количества просмотров и пользовательской аудитории, данные о его личности, объём подобной информации, частоту и продолжительность её размещения, интенсивность обновлений.
Практически одновременно вышло также Указание Генеральной прокуратуры России от 21 сентября 2018 года № 602/27 «Об усилении прокурорского надзора за исполнением законов при выявлении, пресечении, раскрытии и расследовании преступлений экстремистской направленности», где было разъяснено (п. 1.12), что цель возбуждения ненависти является одним из основных признаков состава преступления, предусмотренного ст. 282 УК РФ, что отсутствие такой цели исключает привлечение к уголовной ответственности по этой статье, а сам факт размещения в сети «Интернет» изображения, аудио- или видеофайла, пусть даже и содержащего признаки возбуждения вражды и ненависти при отсутствии иных признаков состава преступления не является основанием для привлечения к уголовной ответственности. Генпрокуратура РФ также указала (п. 1.14), что высказывание суждений и умозаключений, использующих факты межнациональных, межконфессиональных или иных социальных отношений в научных или политических дискуссиях и текстах и не преследующих цели возбудить ненависть либо вражду, а равно унизить достоинство человека либо группы лиц по признакам пола, расы, национальности, языка, происхождения, отношения к религии, принадлежности к какой-либо социальной группе, не является преступлением, предусмотренным статьёй 282 УК РФ.
В конечном итоге 3 октября 2018 года Президент России внёс в Государственную думу два законопроекта, направленные на частичную декриминализацию ст. 282 УК РФ. В соответствии с поправками уголовно наказуемыми предлагалось объявить лишь те действия, направленные на возбуждение ненависти либо вражды, а также на унижение достоинства человека или группы лиц по признакам пола, расы, национальности, языка, происхождения, отношения к религии, а также принадлежности к какой‑либо социальной группе, совершенные публично, в том числе с использованием СМИ или через Интернет, если они совершены лицом после его привлечения к административной ответственности за аналогичное деяние в течение одного года. Тогда как за первое нарушение гражданам будет грозить административный штраф в размере от 10 тыс. до 20 тыс. рублей, или обязательные работы на срок до 100 часов, или административный арест на срок до 15 суток, а юридическим лицам — штраф от 250 тыс. до 500 тыс. рублей. Для этих целей Президент РФ предложил дополнить КоАП РФ новой статьёй 20.3.1.
Данный пакет законопроектов был достаточно быстро принят Государственной думой. И уже 27 декабря Президент подписал федеральные законы о внесении изменения в ст. 282 УК РФ и о дополнении КоАП РФ статьёй 20.3.1. 29 декабря 2018 года оба документа были опубликованы в «Российской газете».

#### Предложения о поправках в ст. 282 УК РФ, не вошедшие в текст закона
В ходе обсуждения законопроекта о внесении изменения в ст. 282 УК РФ звучали и более радикальные предложения. Некоторые из них вносились в Государственную думу, однако они не были в конечном итоге учтены депутатами.
Так, Совет по правам человека при президенте России представил в Думу Рекомендации по совершенствованию законодательства о противодействии экстремизму и практики его применения. СПЧ предлагал сузить легальное определение экстремистской деятельности, закрепленное в ст. 1 Федерального закона от 25 июля 2002 года № 114-ФЗ «О противодействии экстремистской деятельности», поскольку ряд используемых в дефиниции конструкций (например, «разжигание социальной розни», «утверждение религиозного превосходства» и др.) невозможно однозначно истолковать.
Кроме того, в Рекомендациях предлагалось закрепить в качестве обязательного признака экстремистской деятельности признак насилия (применение насилия, угроза его применения, призывы к насилию или иная явная поддержка насилия), поскольку в этом случае будет исключена возможность уголовного наказания за высказывания, не представляющие реальной угрозы защищаемым Конституцией РФ интересам.
И СПЧ при Президенте России и Уполномоченный по правам человека в России предлагали также исключить из статьи 282 УК РФ упоминание действий, совершенных по признаку принадлежности к какой-либо «социальной группе» — поскольку этот термин «является недостаточно определённым, и, как свидетельствует правоприменительная практика, его применение становится произвольным», порождая такие спорные «социальные группы», как «атомщики», «ватники», «депутаты Госдумы», «судьи», «коммунисты», «красные упыри», «сторонники В. В. Путина» и т. п. При этом гомосексуалов и прочих представителей ЛГБТ-сообщества представители правоохранительных органов раз за разом отказываются признавать социальной группой и возбуждать уголовные дела за разжигание ненависти и призывы к насилию по отношению к ним.
Также предлагалось исключить из ст. 282 УК РФ формулировку «унижение достоинства» человека либо группы лиц, оставив только «возбуждение ненависти либо вражды», поскольку первая формулировка на практике сопоставима с оскорблением, которое является административным правонарушением, а не уголовным преступлением.
Аналогичные поправки вносились и депутатами Государственной Думы от КПРФ Николаем Коломейцевым и Юрием Синельщиковым. Однако их предложения о полном исключении из соответствующих статей УК и КоАП формулировок об «унижении достоинства» и о «какой-либо социальной группе», а также о наказании по ст. 282 УК только за преступления, связанные с применением насилия или с использованием служебного положения, были рекомендованы к отклонению профильным комитетом. Не поддержали депутаты и поправки сенатора Владимира Лукина, предложившего не приговаривать по ст. 282 УК к лишению свободы. Предложения Уполномоченного по правам человека Татьяны Москальковой и рекомендации СПЧ в форме поправок не вносились.

## Критика государственной политики России в сфере борьбы с «экстремизмом»
По мнению ряда журналистов, в России начала XXI века термин «экстремизм» приобрёл однозначно отрицательный смысл и главным образом используется в государственных СМИ с целью:
- создания негативного образа и уголовного преследования общественных активистов[60][61][62][63][64], членов оппозиционных движений[65], независимых журналистов[66][67];
- создания негативного имиджа националистических и/или религиозных движений и организаций, дискредитации их позиций и взглядов и легитимации их запрещения.

Известны случаи возбуждения уголовных дел по статье 282 УК РФ за высказывания в интернете (в частности, за оскорбления сотрудников правоохранительных органов — полицейских, которых признают «социальной группой»).
В январе 2010 года житель Костромы Роман Замураев, обвинявшийся по ч. 1 ст. 282 УК РФ в связи с распространением в Интернете признанной экстремистской листовки «Ты избрал — тебе судить!» (материал газеты «Дуэль»), обратился в Конституционный Суд России с заявлением, в котором указал, что «норма уголовного закона о преследовании за разжигание вражды по признаку принадлежности к „социальной группе“ противоречит Конституции России и общепризнанным нормам по правам человека, поскольку носит абсолютно неконкретный характер и создаёт условия для неконституционного ограничения свободы слова и политического плюрализма». Однако 22 апреля 2010 года Конституционный Суд России своим Определением № 564-О-О отказал в рассмотрении жалобы Замураева, указав что «норма направлена на охрану общественных отношений, гарантирующих признание и уважение достоинства личности независимо от каких-либо физических или социальных признаков, и устанавливает уголовную ответственность не за любые действия, а только за те, которые совершаются с прямым умыслом, направленным на возбуждение ненависти или вражды, унижение достоинства человека или группы лиц, в связи с чем неопределённости не содержит и сама по себе не может рассматриваться как нарушающая конституционные права заявителя».
9 июня 2011 года в ходе обсуждения проекта постановления пленума Верховного суда России по уголовным делам об экстремизме докладчик, судья Верховного суда Владимир Давыдов выразил обеспокоенность и тем, что в законодательстве не прописано определение спорного понятия «социальная группа», предположил, что, вводя подобный термин, «законодатель хотел оттенить слабые, незащищенные группы, но сделал это крайне неудачно». Было заявлено, что Верховный суд планирует в ожидании помощи от законодательной власти рекомендовать судам трактовать «социальные группы» ограничительно, а не расширительно — то есть, нарушения могут в быть в отношении «социально слабых групп» — пенсионеров, инвалидов, сирот. Однако в принятом постановлении термин «социальная группа» не был истолкован таким образом. Тем не менее, было указано, что критика в средствах массовой информации должностных лиц (профессиональных политиков), их действий и убеждений сама по себе не должна рассматриваться во всех случаях как действие, направленное на унижение достоинства человека или группы лиц, поскольку в отношении указанных лиц пределы допустимой критики шире, чем в отношении частных лиц.
Данное Постановление «О судебной практике по уголовным делам о преступлениях экстремистской направленности» было принято 28 июня 2011 года и опубликовано в «Российской газете» 4 июля.
14 февраля 2012 года Европейский парламент одобрил текст резолюции по политической ситуации в России, в которой в 14 пункте констатировал, что Европарламент «выражает глубокую обеспокоенность в отношении неправомерного использования антиэкстремистского законодательства, касающегося незаконной реализации уголовного права против гражданских общественных организаций, таких как „Мемориал“, и религиозных меньшинств, таких как свидетели Иеговы и „Фалунь Дафа“, и неуместного запрета их материалов в качестве экстремистских».
В письме от 19 декабря 2011 года председатель Мониторингового комитета Парламентской Ассамблеи запросил мнение Венецианской комиссии относительно Федерального Закона Российской Федерации «О противодействии экстремистской деятельности». На основании данного запроса, на 91-й пленарной сессии (Венеция, 15—16 июня 2012 года) «Европейская комиссия за демократию через право» (Венецианская комиссия) вынесла мнение по поводу российского Федерального закона «О противодействии экстремистской деятельности». С точки зрения Венецианской комиссии:
1. Закон об экстремизме, вследствие широкого и неточного словоупотребления, в особенности в «основных понятиях», определяемых в Законе, таких как определение «экстремизма», «экстремистской деятельности», «экстремистских организаций» или «экстремистских материалов», предоставляет слишком широкое усмотрение в своём толковании и применении, что ведёт к произволу.
2. Конкретные инструменты, предусмотренные Законом для противодействия экстремизму, рождают вопросы, касающиеся свободы объединений и свободы выражения мнения, которые гарантируются ЕКЗПЧ, и требуют внесения адекватных поправок.
3. Как таковой Закон об экстремизме может способствовать наложению несоразмерных ограничений на основные права и свободы, которые гарантируются Европейской конвенцией о защите прав человека (в особенности статьями 6, 9, 10 и 11), и нарушению принципов законности, необходимости и соразмерности.

В свете вышеизложенных комментариев Венецианская комиссия рекомендует исправить этот существенный недостаток в отношении определений и инструментов, предоставляемых Законом, чтобы привести их в соответствие с Европейской конвенцией о защите прав человека.

### Саентологами
В конце 2011 года религиозное объединение «Саентологическая церковь Москвы» направила обращение под названием «Анализ, критика и предложения в отношении Федерального закона от 25 июля 2002 года № 114-ФЗ „О противодействии экстремистской деятельности“» законодателям и некоторым региональным судам Российской Федерации. В ответ было получено множество писем поддержки.
Ранее юристы Церкви саентологии добились исключения 29 наименований работ основателя саентологии Л. Рона Хаббарда из списка экстремистской литературы Министерства юстиции РФ Кроме того, в связи с поступившим во Владимирский областной суд письмом директора по официальным вопросам религиозного объединения «Саентологическая церковь Москвы» от 01.11.2011 года, данным судом было издано «Обобщение судебной практики рассмотрения гражданских дел, связанных с применением Федерального закона от 25 июля 2002 года № 114-ФЗ „О противодействии экстремистской деятельности“, за 2010—2011 года».
В ноябре 2012 года в независимом научно-популярном журнале «Право и жизнь», № 11 вышла статья адвоката Церкви саентологии Ю. Л. Ершова «Реванш мракобесия. Антиэкстремистское законодательство наносит очередной удар», в которой он высказал мнение о грубых нарушениях (подлог доказательств, фальсификация и т. п.), допущенных судом и прокуратурой в ходе судебного процесса по признанию ряда книг авторства Л. Рона Хаббарда экстремистскими. Ершов считает, что экспертиза по «экстремистским делам» зачастую основана на принципе «бумага стерпит все». Также в своей статье в «Новой адвокатской газете» сравнил современную кампанию по борьбе с экстремизмом с лысенковщиной нашего времени.
Судья АНО «Третейский энергетический суд» (учредитель ОАО «Татэнерго»), член Ассоциации по улучшению жизни и образования, начальник юридического управления ОАО
«Нижнекамскнефтехим», соучредитель и член «Саентологической церкви г. Нижнекамска» А. Р. Султанов в статье « Рассмотрение дел об ограничении свободы распространения мнений и убеждений и запрете литературы в особом производстве — возвращение упрощённых недемократических карательных практик?» в журнале «Адвокат» рассмотрел некоторые проблемы, возникшие с появлением такой новой процессуальной категории, как дела о признании информационных материалов экстремистскими. По мнению автора, «одной из ошибок является движение судебной практики к рассмотрению таких дел в процедуре особого производства». К этому выводу он приходит на основе исторического анализа данного процессуального института и соответствия рассмотрения дел в процедуре особого производства европейским стандартам.

## Практика ЕСПЧ, Конституционного Суда России, Верховного суда России
По делам о признании материалов экстремистскими на основании ст. 13 Федерального закона «О противодействии экстремистской деятельности» и по уголовным делам о возбуждении ненависти и вражды по ст. 282 УК РФ накопилась судебная практика высших судов (ЕСПЧ, Конституционного Суда России, Верховного Суда России), которая должна учитываться судами и другими правоохранительными органами, и может использоваться гражданами и организациями для защиты своих прав.

### Европейский суд по правам человека
Европейский суд по правам человека:
1. Отмечал, что в случаях, когда высказывания не содержат прямого или косвенного побуждения к насилию, государство не должно ограничивать права общественности на ознакомление с ними.
2. Находил неправомерным, если вывод об экстремистском содержании текстов, высказываний, видеоматериалов делался не судами, а экспертами-лингвистами.
3. Признавал нарушением справедливой процедуры, если суды не изучали экспертные заключения лингвистов или психологов, а просто воспроизводили в судебном решении итоговый вывод экспертов.
4. Расценивал как неправомерный подход российских судов, которые не пытались самостоятельно исследовать тексты или видеоматериалы (то есть судьи попросту сами не читали книги, не смотрели в судебном заседании видео и т. п.).
5. Признавал нарушением прав, если суды в своих решениях не приводили точных цитат (или конкретных фрагментов видео), которые, по их мнению, являются экстремистскими.
6. Однозначно считал нарушением прав, гарантированных Европейской конвенцией, если авторы книг, видеоматериалов не могли участвовать в судебном заседании.
7. Признавал грубейшим нарушением процессуальных прав граждан, если суды сразу же отклоняли все доказательства, представленные гражданами в обоснование отсутствия экстремизма, без их рассмотрения.
8. Крайне неодобрительно относился к случаям, когда суды не указывали, какие именно места в книгах они считают «экстремистскими», лишая тем самым авторов и издателей возможности переиздать книги после удаления проблемных мест, поскольку такие судебные решения сводились к абсолютному запрету на публикацию и распространение рассматриваемых книг.
9. Требовал, чтобы суды анализировали не только формулировки высказываний, а обязательно устанавливали контекст дискуссии, выясняли, какую идею пытались передать данные высказывания, оценивали, действительно ли они несут вредный потенциал.
10. Отмечал, что строгие приговоры могут производить «устрашающее воздействие» в области реализации права на свободу слова и создать представление о невозможности обсуждения вопросов общественной значимости.
11. Отдельно подчеркнул, что правоохранительные органы вряд ли можно считать незащищенным меньшинством, группой, становившейся жертвой преследований и неравенства, сталкивающейся с глубоко укорененными предрассудками, враждебным отношением и дискриминацией, или уязвимой в ином отношении. Они должны быть особенно терпимы к оскорбительным высказываниям, за исключением случаев, когда таковые с неизбежностью провоцируют противозаконные действия по отношению к сотрудникам и подвергают их риску физического насилия .

### Конституционный суд России
В своем Определении от 28 февраля 2017 года № 463-О разъяснял, что суд, рассматривая требование прокурора о признании информационного материала экстремистским и о запрете его распространения, не лишен права — исходя из фактических обстоятельств конкретного дела, с тем, чтобы обеспечить соразмерность ограничения прав и свобод граждан, в том числе свободы вероисповедания и свободы слова, — признать экстремистским материалов только определённую часть информационного материала и запретить его распространение только в этой части (если он распространяется вместе с указанной частью).

### Верховный суд России
В своём Определении от 5 октября 2010 года № 5-В10-67 Верховный Суд России сделал вывод, что суд, рассматривая дело, не просмотрев ни одной видеозаписи… ограничившись внешним изучением дисков (носителей информации), на которых программа была записана, тем самым заменил личное восприятие исследуемых первоначальных доказательств (видеозаписи телепрограммы…) и их собственную оценку оценкой производных доказательств, то есть экспертных заключений, которые в силу прямого указания закона для суда не обязательны и не могут являться исключительным средством доказывания. Между тем из содержания ч. 3 ст. 185 ГПК РФ не следует, что назначение по делу в необходимых случаях экспертизы освобождает суд от обязанности соблюдать установленный нормами ч. 1 ст. 67 и ч. 1 ст. 157 ГПК РФ принцип непосредственного исследования доказательств, как один из основных принципов судебного разбирательства, обеспечивающих вынесение законного решения по делу. Соответственно суд не должен был класть в основу решения в нарушение принципа непосредственного исследования доказательств лишь производное доказательство (экспертное заключение).
Верховный Суд России разъяснил судам, что при решении вопроса о привлечении лиц к уголовной ответственности за распространение информации экстремистской направленности необходимо устанавливать наличие умысла и цели возбуждения ненависти либо вражды.

## Уголовное преследование за экстремизм в Белоруссии
22 апреля 2016 года Александр Лукашенко подписал закон о «О внесении дополнений и изменений в некоторые законы Республики Беларусь». Поправки из данного закона вводят уголовную ответственность за экстремизм и участие в боевых действиях на территории других стран.
По состоянию на 18 ноября 2022 года в Белоруссии 1881 человек был объявлен лицом, склонным к экстремистской деятельности. Всего же с 9 августа 2020 года по 1 июля 2022 года возбуждено более 11 000 уголовных дел о преступлениях экстремистской направленности подразделениями Следственного комитета РБ.